# Lista över slott och herrgårdar i Sverige
Nedanstående listartiklar över slott och herrgårdar i Sverige är uppdelade per svenskt landskap. Det enda undantaget är "Norrland", som samlar slotten och herrgårdarna i alla landskap i denna landsdel utom det sydligaste av de nio (Gästrikland).

## Listartiklar
- Blekinge
- Bohuslän
- Dalarna
- Dalsland
- Gotland
- Gästrikland
- Halland
- Norrland (Lappland, Norrbotten, Västerbotten, Ångermanland, Jämtland, Medelpad, Härjedalen, Hälsingland)
- Närke
- Skåne
- Småland
- Södermanland
- Uppland
- Värmland
- Västergötland
- Västmanland
- Öland
- Östergötland